# Euderces acutipennis
Euderces acutipennis là một loài bọ cánh cứng trong họ Cerambycidae.